# 花の金曜ゴールデンスタジオ
『花の金曜ゴールデンスタジオ』（はなのきんようゴールデンスタジオ）は、1980年4月18日から同年9月12日までフジテレビ系列局（一部を除く）で放送されていたフジテレビ製作の音楽番組である。その後も1980年9月19日から1981年3月11日まで『ハナキンスタジオ』と題して放送されていた。全40回（18回＋22回）。放送時間は毎週金曜 20:00 - 20:54 （日本標準時）。

## 概要
番組は「スタードミノ大会」を行うなど、前番組『ビッグベストテン』以上に多彩なコーナー・企画を擁していた。特に改題後には、『日本歌謡大賞』や『新春かくし芸大会』といったフジテレビ関連の企画も行っていた。

## 司会
- うつみ宮土理（全期間）
- 新井康弘（『花の金曜』時代）
- B&B （『ハナキン』時代）
- 野見山夏子（『花の金曜』時代、アシスタント）[2]
- 小林恵美子（『ハナキン』時代、アシスタント）[3]

## コーナー・企画
ランキング予想コーナー（正式名称は不明）
男性の一般参加者に、翌週のオリコンチャートの第1位から第5位までを予想してもらう。予想がすべて当たると豪華な賞品を貰えるが、1つでも外れると頭を丸坊主にされてしまう。罰ゲームがあまりにも残酷だったため、後に予想を第3位までに限定したが、やがて企画そのものが廃止となった。
スター漫才
ゲスト歌手が漫才コンビと即席トリオを組み、漫才を披露する。この企画に参加した漫才コンビは島田紳助・松本竜介、ツービート、西川のりお・上方よしおらで、特にツービートは繰り返し出演していた。
外国人かくし芸
外国人たちがさまざまなかくし芸を披露。夏に行われていた企画。
スタードミノ大会
スタジオ一面に約1万個のドミノを並べ、それらを倒す。2023年7月20日に同局の『私のバカせまい史』で、香坂みゆきたちが作り上げたドミノコースが放送された。

## 補足
- オープニングテーマは、この番組以前にフジテレビで放送されていた『ザ・ヒットパレード』のテーマ曲（作曲：すぎやまこういち）のインストゥルメンタル版である。
- 「予想コーナー」で矢沢永吉の「THIS IS A SONG FOR COCA-COLA」がランクインしたことがあるが、司会の新井はそれを「コカ・コーラの歌」と略して紹介していた。
- 松田聖子の通算3枚目且つ自身初の両A面シングル「風は秋色／Eighteen」がヒットしていた当時、松田が本番組に出演した際には「Eighteen」（作詞：三浦徳子、作曲：平尾昌晃）を歌唱していた。これは主に他の歌番組で歌唱していたもう一方の「風は秋色」（作詞：三浦徳子、作曲：小田裕一郎）が、本番組のメインスポンサーであったリチャードソン・メレル（現・P&Gプレステージ）から発売されていた「クレアラシル」[注 2]の競合商品である資生堂「エクボ ミルキィフレッシュ」のCMソングだったため。
- 『ハナキン』時代には、司会のうつみとB&Bの顔を模したパペットを番組のマスコットにしていた。
- テレビ山口は『花の金曜』を以って金曜20:00枠のネットを打ち切り、TBS金曜8時ドラマの同時ネットに切り替えた。番組の終了後、ネット局の福島テレビとテレビ長崎はこの時間帯に水曜20:00枠の『銭形平次』（フジテレビ）の時差ネットを行うようになった。また、鹿児島テレビは『太陽にほえろ!』（日本テレビ）の同時ネット枠に切り替えた。